# Przewodniczący parlamentu Gruzji
Przewodniczący kieruje pracami parlamentu, reprezentuje go na zewnątrz i zastępuje prezydenta w sytuacji gdy jest on niezdolny do pełnienia funkcji.

## Lista przewodniczących
| Lp. | Zdjęcie | Imię i nazwisko     | Okres urzędowania                          |
| --- | ------- | ------------------- | ------------------------------------------ |
| 1.  |         | Zwiad Gamsachurdia  | 1990–1992                                  |
| 2.  |         | Eduard Szewardnadze | 1992–1995                                  |
| 3.  |         | Zurab Żwania        | 25 października 1995 – 1 października 2001 |
| 4.  |         | Nino Burdżanadze    | 1 października 2001 – 7 czerwca 2008       |
| 5.  |         | Dawit Bakradze      | 7 czerwca 2008 – 21 października 2012      |
| 6.  |         | Dawit Usupaszwili   | 21 października 2012 – 18 listopada 2016   |
| 7.  |         | Irakli Kobachidze   | 18 listopada 2016 – 22 czerwca 2019        |